# Letizia Paoli
Letizia Paoli (* 24. Oktober 1966 in Prato) ist eine italienische Kriminologin, Professorin an der juristischen Fakultät der Katholischen Universität Löwen. Von 2009 bis 2016 war sie Vorsitzende der Evaluierungskommission Freiburger Sportmedizin an der Albert-Ludwigs-Universität Freiburg.

## Werdegang
Paoli studierte von 1990 bis 1997 Sozial- und Politische Wissenschaften an der Universität Florenz. 1997 promovierte sie mit einer Arbeit über die italienische Mafia zum Dr. phil. 1996/1997 war sie Wissenschaftliche Mitarbeiterin am Institut für Kriminologie der Universität Tübingen sowie am Institut für Soziologie an der Universität Gießen. Von 1998 bis 2006 war sie Forschungsgruppenleiterin am Max-Planck-Institut für ausländisches und internationales Strafrecht in Freiburg. 2006 wurde sie zur ordentlichen Professorin für Allgemeine Kriminologie am Leuven Institut of Criminology der Universität Löwen berufen.

## Tätigkeit in Freiburg
Als Sonderermittlerin zur Aufklärung der Dopingskandale rund um das Universitätsklinikum Freiburg (Stichworte: Armin Klümper und Joseph Keul) wurde sie 2009 von der Freiburger Universitätsleitung zur Vorsitzenden einer Evaluierungskommission berufen. Im Rahmen ihrer Tätigkeit forderte sie Werner Franke zum Rückzug aus der Kommission wegen Preisgabe von Kommissionsgeheimnissen auf. Jedoch führten auch unabgesprochene Aktivitäten wie die Veröffentlichung eines Teilergebnisses der Untersuchungen durch Mitglied Andreas Singler Anfang März 2015 zum Doping in der Fußball-Bundesliga für Misshelligkeiten innerhalb der Kommission. Als Nebenprodukt ihrer Untersuchungen ergaben sich Unstimmigkeiten um Promotionen bei Hans-Hermann Dickhuth, dem seinerzeitigen Präsidenten der Deutschen Gesellschaft für Sportmedizin, und um dessen Habilitationsschrift. Wiederholt gab es Auseinandersetzungen zwischen Paoli und der Universitätsleitung. Der Abschluss der Untersuchungstätigkeit der Kommission war für Herbst 2015 vorgesehen. Im März 2016 löste sich die Kommission auf, ohne einen Abschlussbericht vorgelegt zu haben. Allerdings wurden der Universität Freiburg insgesamt sieben wissenschaftliche Gutachten durch Wolfgang Jelkmann, Heinz Schöch und Andreas Singler übergeben.

## Schriften (Auswahl)
- mit Alessandro Donati: The sports doping market: understanding supply and demand, and the challenges of their control. New York: Springer, 2014
- Mafia Brotherhoods: Organized Crime, Italian Style, Oxford University Press 2008, ISBN 978-0-19-537526-8
- Illegal drug trade in Russia: a research project commissioned by the United Nations Office for Drug Control and Crime Prevention. Freiburg im Breisgau: Ed. iuscrim, Max-Planck-Inst. für Ausländisches und Internat. Strafrecht, 2001
- Fratelli di mafia: Cosa Nostra e 'Ndrangheta. Bologna: Il Mulino, 2000, ISBN 978-88-15-07339-6.
- La scommessa della trasparenza: la regolazione del mercato dei valori mobiliari in Italia e negli Stati Uniti d'America. Soveria Manelli: Rubbettino, 1995.
- mit Hans Hoppeler, Hellmut Mahler, Perikles Simon, Fritz Sörgel, Gerhard Treutlin: Doping für Deutschland. Die „Evaluierungskommission Freiburger Sportmedizin“. Bielefeld: transcript Verlag 2022, ISBN 978-3-8376-6052-4.